# Květenství

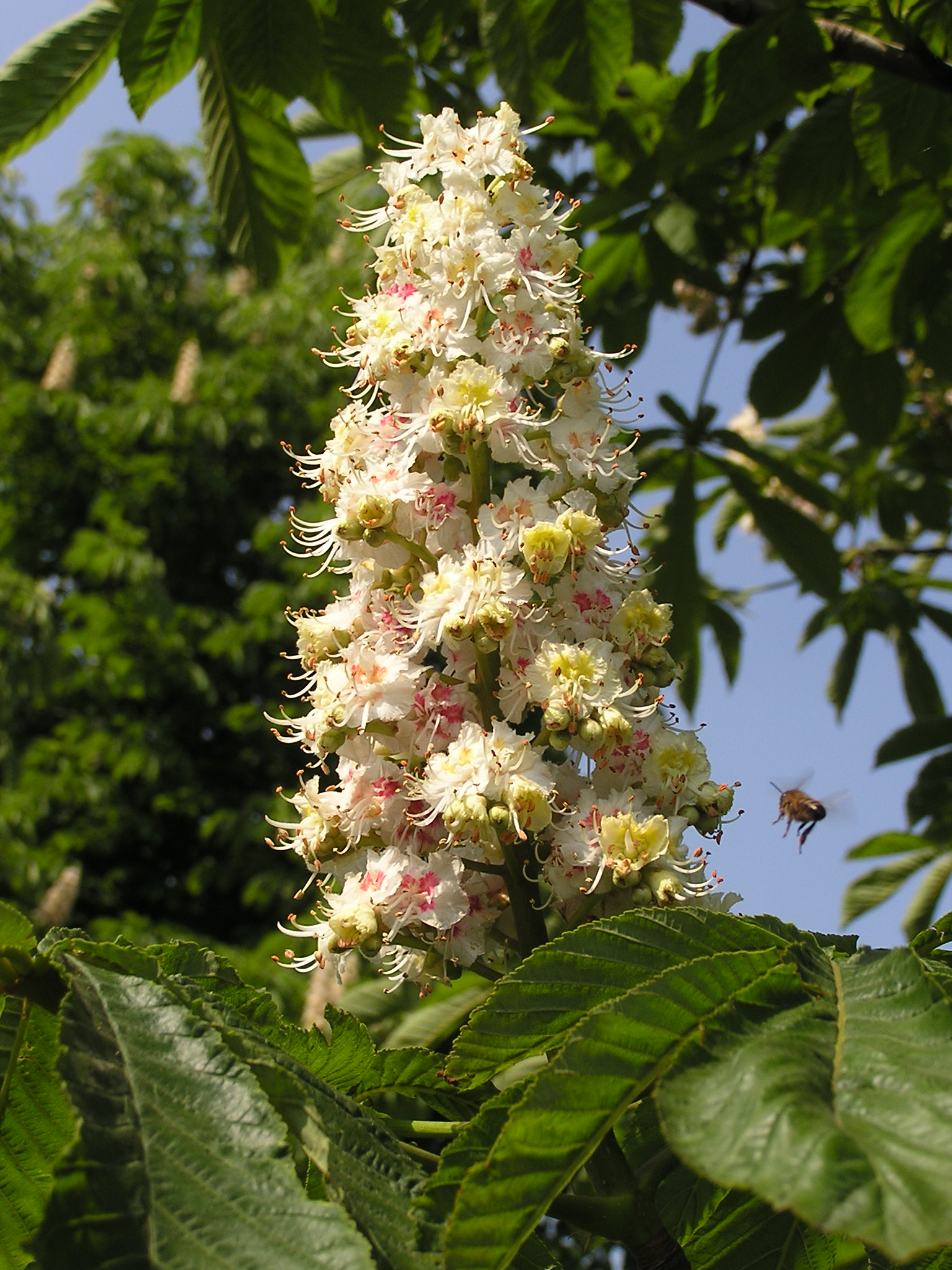
Květenství Aesculus hippocastanum

Květenství (inflorescentia) je soubor květů na společném stonku uspořádaných podle určitých pravidel. Později z něj vzniká plodenství.

## Klasifikace květenství
Sdružení květů v květenství je běžným jevem. Více květů pohromadě zvyšuje možnost, že bude některý z květů opylen, navíc jsou většinou květenství pro opylovače mnohem nápadnější. Květenství se podle uspořádání květů dělí na dvě skupiny – hroznovitá a vrcholičnatá.
- Hroznovitá (racemózní), u nichž je hlavní vřeteno nejdelší a boční stonky je nepřerůstají. Květy v hroznovitém květenství rozkvétají odzdola nahoru nebo od kraje ke středu (jsou-li uspořádány přibližně v jedné rovině). U hroznovitého květenství dochází k monopodiálnímu větvení – hlavní stonek pokračuje ve vrcholovém růstu.
  - hrozen (racemus)
  - lata (panicula)
  - klas (spica)
  - jehněda (amentum)
  - palice (spadix)
  - klásek (spicula)
  - okolík (umbella)
  - hlávka = strboul (capitulum)
  - úbor (anthodium)
  - chocholík (corymbus)
- Vrcholičnatá (cymózní), u nichž je hlavní vřeteno výrazně zkráceno tak, že boční větve je přerůstají. Květy ve vrcholičnatém květenství rozkvétají odshora dolů a jsou-li uspořádány do plochy, pak od středu k okraji. U vrcholičnatého květenství dochází k sympodiálnímu větvení – ve vrcholovém růstu pokračuje větev vedlejší:
  - vrcholík (cyma)
  - srpek (drepanium)
  - šroubel (bostryx)
  - vějířek (rhipidium)
  - vijan (cincinnus)
  - vidlan (dichasium)
  - lichopřeslen (verticillastrum)
  - svazeček (fasciculus)
  - klubko (glomerulus)
  - kružel (anthella)